# Undibacterium rugosum
Undibacterium rugosum es una bacteria gramnegativa del género Undibacterium. Fue descrita en el año 2021. Su etimología hace referencia a rugoso. Es aerobia y móvil por flagelo polar. Tiene un tamaño de 0,7-0,8 μm de ancho por 1,6-3,3 μm de largo. Forma colonias grises con un círculo rugoso transparente. Temperatura de crecimiento entre 4-37 °C, óptima de 24-30 °C. Catalasa y oxidasa positivas. Es sensible a los antibióticos: carbenicilina, ceftriaxona, cefoperazona, eritromicina y ciprofloxacino. Resistente a oxacilina, polimixina y clindamicina. Tiene un genoma de 4,07 Mpb y un contenido de G+C de 51,6%. Se ha aislado de un río en China. 